# International Journal of Uncertainty, Fuzziness and Knowledge-Based Systems
La International Journal of Uncertainty, Fuzziness and Knowledge-Based Systems fue fundada en 1993 y es publicada bimestralmente por World Scientific. Abarca investigaciones sobre metodologías para la gestión de la incertidumbre. Los temas incluyen exposiciones sobre métodos como los métodos bayesianos y probabilísticos, lógica no estándar, así como aplicaciones, como en procesamiento de imágenes, resolución de conflictos y bases de datos. La revista no publica artículos sobre matemáticas difusas puras, como topología difusa o álgebra difusa.

## Resumen e indexación
- Science Citation Index Expanded
- ISI Alerting Services
- Scopus
- CompuMath Citation Index
- Current Contents / Engineering, Computing & Technology
- ACM Guide to Computing Literature
- Mathematical Reviews
- Inspec
- Zentralblatt MATH
- Compendex